# Incidente ferroviario dell'Old 97
(Testo tratto dalla ballata Wreck of the Old 97)
L'incidente ferroviario dell'Old 97 fu un incidente che coinvolse un treno della Southern Railway conosciuto con il soprannome di Fast Mail, cioè un treno postale famoso per la sua puntualità.
Il treno era in viaggio da Monroe, in Virginia, a Spencer, nella Carolina del Nord, il 27 settembre 1903 e, viaggiando ad eccessiva velocità per recuperare un leggero ritardo, deragliò in una curva e cadde in un burrone, ribaltando la locomotiva ed uccidendo nove delle persone che si trovavano a bordo. L'incidente avvenne nelle vicinanze di Stillhouse Trestle, presso Danville, in Virginia.

## Ballata
L'incidente ispirò una delle più famose ballate country, ancora oggetto di disputa per violazione di copyright. Numerosi autori ripresero e fecero nuove versioni della canzone: la prima versione fu di G. B. Grayson e Henry Whitter nel 1924. La versione cantata da Vernon Dalhart ebbe un successo da oltre 1 milione di copie, record allora per l'industria musicale americana.
Altri artisti famosi sono:
- The Statler Brothers (feat. Johnny Cash)
- Charlie Louvin of The Louvin Brothers
- Pink Anderson
- David Holt
- Flatt and Scruggs
- Woody Guthrie
- Pete Seeger
- Johnny Cash
- Chuck Ragan
- Hank Williams III
- Patrick Sky
- Nine Pound Hammer
- Boxcar Willie
- Lonnie Donegan
- The Seekers
- Ernest Stoneman & Kahle Brewer
- Hank Snow

### Testo della canzone
sayin' Steve you're way behind time 

This is not 38 this is old 97 

you must put her into Spencer on time
Then he turned around and said to his black greasy fireman 

shovel on a little more coal 

And when we cross that White Oak Mountain 

watch old 97 roll
But it's a mighty rough road from Lynchburg to Danville 

With a line on a three mile grade 

It was on that grade that he lost his air brakes 

see what a jump he made
He was goin' down the grade makin' 90 miles an hour 

his whistle broke into a scream 

He was found in the wreck with his hand on the throttle 

A scalded to death by the steam
Then the telegram come to Washington station 

and this is how it read 

Oh that brave engineer that run old 97 

he's a layin' in old Danville dead
So now all you ladies you better take a warnin' 

from this time on and learn 

Never speak harsh words to your true lovin' husband 

He may leave you and never return»
dicendo Steve sei in ritardo 

Questo non è il 38 questo è il vecchio 97 

devi portarlo a Spencer in orario
Poi si voltò e disse al suo nero untuoso fuochista 

carica su un po' più di carbone 

E quando attraversarono la White Oak Mountain 

videro il vecchio 97 rotolare
Ma è una strada molto accidentata da Lynchburg a Danville 

Con una linea su una pendenza di tre miglia 

Fu su quella pendenza che perse i suoi freni ad aria compressa 

guarda che salto ha fatto
Stava scendendo ad alta velocità facendo 90 miglia all'ora 

il suo fischio si trasformò in un urlo 

È stato trovato nel relitto con la mano sull'acceleratore 

Un ustionato a morte dal vapore
Poi il telegramma arriva alla stazione di Washington 

ed ecco come si legge 

Oh, quel coraggioso ingegnere che fa funzionare il vecchio 97 

è morto nella vecchia Danville
Quindi ora tutte voi donne fareste meglio a ricevere un avvertimento 

da questo momento in poi impara 

a non dire mai parole dure al tuo amato marito 

Potrebbe lasciarti e non tornare mai più»